# Tatobotys janapalis
Tatobotys janapalis là một loài bướm đêm trong họ Crambidae.